# Mihai Nistor
Mihai Nistor (* 5. November 1990 in Podu Iloaiei) ist ein rumänischer Boxer im Schwergewicht.

## Karriere
Mihai Nistor ist rund 1,83 m groß, 105 kg schwer, begann 2005 mit dem Boxsport und kämpft seit 2010 im rumänischen Nationalteam.

### Amateurkarriere
Mihai Nistor ist rumänischer Meister 2010, 2012, 2013, 2014, 2016 und 2017. Sein erster großer Erfolg war der Gewinn der Silbermedaille bei den World Combat Games 2010 in Peking, als er erst im Finale gegen Zhang Zhilei unterlegen war. Bei den Europameisterschaften 2011 in Ankara besiegte er unter anderem Petar Belberow und Anthony Joshua, ehe er im Halbfinale gegen Roberto Cammarelle verlor und mit einer Bronzemedaille ausschied. Daraufhin nahm er auch noch an den Weltmeisterschaften 2011 in Baku teil, verlor jedoch im zweiten Kampf gegen Filip Hrgović. 
Bei der europäischen Olympiaqualifikation 2012 in Trabzon schlug er Otto Wallin, scheiterte aber anschließend beim Kampf um den Einzug ins Halbfinale gegen Tony Yoka. 2013 nahm er an den Europameisterschaften in Minsk teil, wurde jedoch beim Kampf um den Einzug in die Medaillenränge gegen Məhəmmədrəsul Məcidov disqualifiziert. Die Weltmeisterschaften 2013 in Almaty musste er nach einer Niederlage im zweiten Kampf gegen Erik Pfeifer beenden.
Bei den Europameisterschaften 2015 in Samokow gewann er erneut eine Bronzemedaille, nachdem er im Halbfinale erneut gegen Filip Hrgović ausgeschieden war. Aufgrund von Verletzungen konnte er nicht an den Weltmeisterschaften 2015 in Doha teilnehmen. Zu diesem Zeitpunkt betrug seine Bilanz 157 Kämpfe mit 138 Siegen.
Nachdem er sich über den APB-Modus dafür qualifiziert hatte, nahm er an den Olympischen Spielen 2016 in Rio de Janeiro teil. Dort schied er jedoch umstritten im Achtelfinale gegen Hussein Iashaish aus. 2017 unterlag er bei den Europameisterschaften in Charkiw im Viertelfinale gegen Wiktor Wychryst. Obwohl er sich mit dem Erreichen des Viertelfinales bei der EM für die Weltmeisterschaften 2017 in Hamburg qualifiziert hatte, nahm er zusammen mit dem rumänischen Nationalteam jedoch nicht daran teil.
Bei den Europaspielen 2019 in Minsk verlor er im ersten Kampf gegen Murad Əliyev.

### World Series of Boxing
Seit der Saison 2012/13 kämpfte Mihai Nistor für die Mannschaft Astana Arlans in der World Series of Boxing und gewann mit seinem Team die Meisterschaft. Dabei war ihm auch ein Sieg gegen Clemente Russo gelungen. 
In der Saison 2013/14 kämpfte Nistor für Italia Thunder und siegte in drei von vier Kämpfen.

### AIBA Pro Boxing
Seit dem Oktober 2014 startete Nistor in dem neugegründeten Profibereich „APB“ des Amateurverbandes AIBA. Im ersten Zyklus konnte Nistor gegen Ali Kiydin gewinnen, verlor jedoch gegen Mohamed Arjaoui und Erik Pfeifer. Im zweiten Zyklus gewann Nistor gegen Magomed Omarow und diesmal auch gegen Mohamed Arjaoui, so dass er sich für den Titelkampf der APB gegen Erik Pfeifer qualifizierte. Diesen Kampf gewann Nistor durch technischen K. o. in der neunten Runde, wurde damit APB-Weltmeister und qualifizierte sich auch für die Olympischen Spiele 2016. 

## Profikarriere
Im Juli 2019 wurde Nistor vom US-Promoter Golden Boy Promotions unter Vertrag genommen und gewann sein Debüt am 5. Dezember 2019 gegen den Mexikaner Christian Mariscal (Kampfbilanz: 13-4) durch Knockout in der dritten Runde.